# Legea Habsburgilor
Legea din 3 aprilie 1919 privind expulzarea din țară și confiscarea bunurilor Casei de Habsburg-Lorena, mai târziu cunoscută sub numele prescurtat de Legea Habsburgilor (în germană Habsburgergesetz), se referă la drepturile familiei de Habsburg-Lorena și ale ramurilor ei în Austria după sfâșitul Primului Război Mondial și destrămarea Austro-Ungariei.